# Zoleka Mandela
Zoleka Mandela (Johannesburgo, 9 de abril de 1980-25 de septiembre de 2023) fue una escritora y activista sudafricana. Escribió sobre sus adicciones, la muerte de su hija, y su cáncer de mama.

## Biografía
Fue la hija de Zindzi Mandela y nieta de Nelson Mandela y Winnie Mandela. De pequeña sufrió abuso sexual, de lo cual ha hablado así como de su adicción a fármacos y alcohol.
En 2010, la hija de trece años de Mandela falleció en un accidente automovilístico en el trayecto de vuelta a casa de un concierto de la Copa Mundial de Fútbol en Soweto. Su muerte ayudó a visibilizar el alto número de víctimas de accidentes de tránsito a nivel mundial, y los miembros de la familia se convirtieron en activistas de la seguridad vial.
Publicó su autobiografía en 2013. Mandela padeció cáncer de mama el cual se ha tratado durante cinco años. Ha utilizado medios de comunicación sociales para describir la operación de extracción del tumor y los efectos secundarios de su tratamiento de quimioterapia.
En 2016 fue elegida en la lista 100 mujeres de la BBC.